# Юсупов, Рауль
Рауль Юсупов (азерб. Raul Yusupov, груз. რაულ უსუფოვი; 1980, Грузинская ССР — 3 февраля 2005) — бывший политик Грузии и заместитель губернатора региона Квемо-Картли.

## Биография
Родился в 1980 году в селе Караджала Телавского района. Являлся членом партии «Объединенные демократы», которую возглавлял Зураб Жвания. По словам министра внутренних дел Грузии Вано Мерабишвили, оба они были друзьями. После смены правительства в Грузии в ноябре 2003 года перешел на работу в Госканцелярию, в аппарат госминистра по интеграции и гражданским вопросам, на тот момент этот пост занимал Зураб Меликишвили.
3 февраля 2005 года Рауль погиб в своей квартире от отравления газом в результате его утечки вместе с Зурабом Жванией. В то же время существует версия о том, что гибель Рауля и его друга была насильственной: они оба были убиты из огнестрельного оружия. Официальная версия имеет целый ряд нестыковок и противоречий. Версии убийства пока не имеют чётких и документально подтверждённых доказательств.
Был женат, имел дочь.